# Heverlee
Heverlee (fr. Heverlé) – dzielnica (deelgemeente) miasta Leuven w Belgii, w Regionie Flamandzkim, w prowincji Brabancja Flamandzka, w okręgu Leuven. 1 stycznia 2020 roku liczyła 23 555 mieszkańców. Do 31 grudnia 1976 samodzielna gmina.